# کریم ولی‌اف
کریم ولی‌اف (ترکی آذربایجانی: Kərim Tofiq oğlu Vəliyev؛ زادهٔ ۹ فوریهٔ ۱۹۶۱) ارتشبد نیروی زمینی جمهوری آذربایجان است، که هم‌اکنون به‌عنوان رئیس ستاد کل نیروهای مسلح آذربایجان فعالیت می‌کند.
وی همچنین برندهٔ جوایزی همچون نشان ظفر، نشان برای آزادسازی آغ‌دام، نشان پرچم آذربایجان، نشان برای آزادسازی قبادلی، و نشان برای آزادسازی جبرئیل شده‌است.